# Grantville (Géorgie)
Grantville est une ville du comté de Coweta, en Géorgie, aux États-Unis. La population était de 1 309 habitants au recensement de 2000. Celui de 2010 montre une population de 3 041 habitants.

## Grantville au cinéma et à la télévision
Plusieurs épisodes de la série d'AMC The Walking Dead ont été tournés dans la ville. Grantville a été choisie pour le tournage en raison du nombre de bâtiments délabrés qui contribuent à donner à la ville une atmosphère post-apocalyptique. La cause de cette situation est le déclin de l'industrie du coton dans la région. Grantville ayant connu une grande notoriété grâce à cette série, le tourisme a considérablement augmenté et est devenu un secteur important de l'économie de la ville.
Les films Des hommes sans loi (Lawless, 2012) et Broken Bridges (en) (2006) ont également été tournés à Grantville.

## Démographie
| 1880 | 1890 | 1900 | 1910  | 1920  | 1930  |
| ---- | ---- | ---- | ----- | ----- | ----- |
| 618  | 654  | 769  | 1 132 | 1 200 | 1 346 |

| 1940  | 1950  | 1960  | 1970  | 1980  | 1990  |
| ----- | ----- | ----- | ----- | ----- | ----- |
| 1 267 | 1 359 | 1 158 | 1 128 | 1 110 | 1 180 |

| 2000  | 2010  | - | - | - | - |
| ----- | ----- | - | - | - | - |
| 1 309 | 3 041 | - | - | - | - |